# De Economist
De Economist — специализированный научный журнал (Нидерланды). Издание является одним из старейших периодических экономических журналов (основано в 1852 г.).
В журнале публикуются работы теоретического и эмпирического характера (предпочтительно основанные на европейской тематике).
В наблюдательный совет журнала входят известные экономисты: Д. Йоргенсен, Э. Малинво, Р. Солоу и др.
Периодичность выхода — 4 номера в год.